# Bahnhof Datteln
Der Bahnhof Datteln ist ein Bahnhof in Datteln in Nordrhein-Westfalen. Er liegt an der Bahnstrecke Oberhausen-Osterfeld–Hamm und ist für den Personenverkehr stillgelegt.

## Geschichte
Der Bahnhof Datteln wurde 1905 von den Königlich Preußischen Staatseisenbahnen zusammen mit der Bahnstrecke Oberhausen-Osterfeld–Hamm (Hamm-Osterfelder Bahn) eröffnet. Gleichzeitig wurde auch das Stationsgebäude in Betrieb genommen. Es setzte sich aus einem traufenständigen und einstöckigen Verbindungsbau mit Satteldach und großer Dachgaube sowie aus einem westlichen giebelständigen und zweistöckigen Gebäudeteil mit verschiefertem Obergeschoss und einem östlichen giebelständigen und einstöckigen Gebäudeteil zusammen. Die Zeche Emscher-Lippe begann 1906 mit der Kohleförderung, weshalb eine Betriebsstation an der Bahnstrecke eingerichtet wurde. Östlich des Stationsgebäudes wurde ein separates Stellwerksgebäude errichtet.
1938 gehörte der Bahnhof der Rangklasse II an.
Im Mai 1983 stellte die Deutsche Bundesbahn den Personenverkehr auf der Hamm-Osterfelder Bahn ein.
Seit 2009 befindet sich das Stationsgebäude in Privatbesitz. Seitdem wurde es mehrmals saniert. Seit 2012 werden die signaltechnischen Anlagen des Bahnhofs vom elektronischen Stellwerk des Bahnhofs Oberhausen-Osterfeld über einen ausgelagerten Bereichsrechner (ESTW-A) gesteuert. Das Kraftwerk Datteln ist über ein Anschlussgleis an das Schienennetz angeschlossen.
Das Empfangsgebäude der Station ist bis heute weitgehend erhalten geblieben. Auch die Straßen Am Bahnhof und Bahnhofstraße sind dem Dattelner Bahnhof gewidmet. Außerdem existiert die Bushaltestelle Datteln Bahnhof, die von den Buslinien SB22 und 231 der Vestischen Straßenbahnen angefahren wird.

## Mögliche Reaktivierung
Seit der Einstellung des Personenverkehrs wurde etwa seitens der Dattelner Bürger, der örtlichen Kommunalpolitik oder der Jusos des Öfteren eine Reaktivierung des Bahnhofs gefordert. In seinem Wahlkampf im Vorfeld der Landtagswahl in Nordrhein-Westfalen 2022 versprach der nordrhein-westfälische Landesverband von Bündnis 90/Die Grünen eine Wiederbelebung der Bahnstrecke Hamm-Osterfeld, falls die Partei an der neuen Landesregierung beteiligt sein sollte.
Im Jahr 2023 war die Reaktivierung der Strecke für den Personenverkehr jedoch weder im „SPNV-Zielnetz 2040“ des VRR noch im „NRW-Zielnetz“ für 2032 und 2040 enthalten.